# Moments Christmas Edition
Moments Christmas Edition è il primo album in studio, nonché riedizione dell'EP Moments, della cantautrice maltese Emma Muscat, pubblicato il 7 dicembre 2018 dalla Warner Music Italy.
Nel disco, oltre le tracce già presenti, sono stati aggiunti sette classici natalizi, reinterpretati dalla stessa cantante.

## Tracce
1. All I Want for Christmas Is You – 4:05
2. Bianco natale – 2:56
3. Oh Holy Night – 4:36
4. Have Yourself A Merry Little Christmas – 3:38
5. Let It Snow – 4:18
6. Santa Baby – 3:16
7. White Christmas – 3:04
8. I Need Somebody – 3:12
9. Moments – 3:14
10. Without You – 3:54
11. Dead Man Walking – 3:24
12. Fake Bitches – 3:14
13. Alone – 3:17

## Classifiche
| Classifica (2018) | Posizione massima |
| ----------------- | ----------------- |
| Italia            | 47                |